# Salad
Salad är en typ av hjälm som användes i strid i Europa från och med början av 1400-talet. 

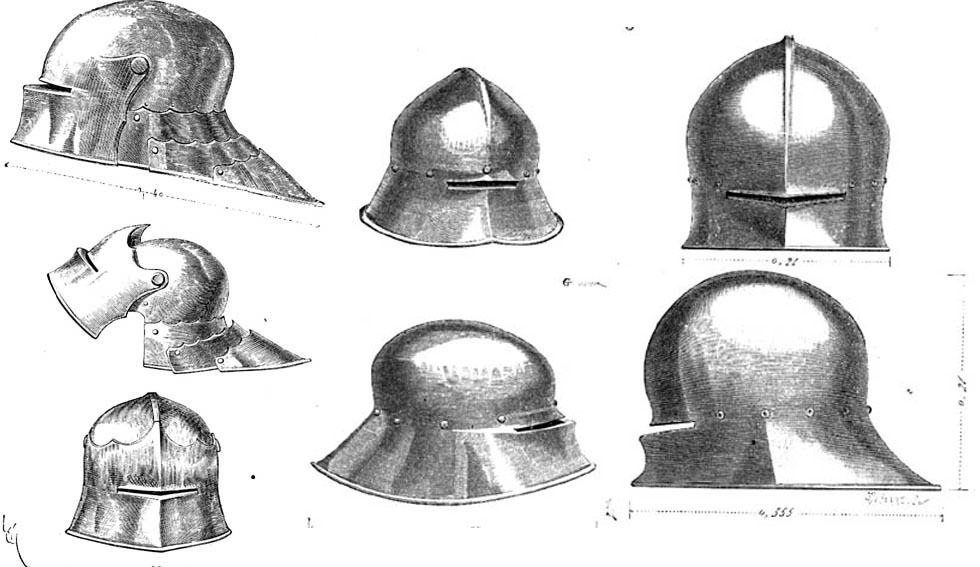
Olika varianter av salad.

¨